# محمد وصفي الخازمي الورفلي
محمد وصفي الخازمي الورفلي (ولد بين عامي 1870 و1875 – توفي عام 1924) هو ضابط ومجاهد ليبي من مدينة ورفلة ، يُعد من أوائل الضباط الليبيين خريجي الكلية العسكرية العثمانية في إسطنبول. قاد أولى المعارك المباشرة ضد القوات الإيطالية في طرابلس سنة 1911 خلال الحرب العثمانية الإيطالية، رافضًا أوامر التراجع، وهو ما اعتُبر أول عصيان ليبي ضد القيادة العثمانية المتراخية آنذاك.

## سيرته
ولد محمد وصفي بن إبراهيم الخازمي الورفلي في طرابلس بين 1870 و1875، وأُضيف له اسم "وصفي" تمييزًا له خلال دراسته في المدرسة الرشدية. التحق بالمدرسة العسكرية في باب البحر بطرابلس ثم الكلية الحربية في إسطنبول، حيث تخرج سنة 1896 برتبة ملازم تاني، وعُيّن في حامية طرابلس. إلى جانب خدمته العسكرية، شارك في التعليم وتطوع لتدريس الأميين. كما انخرط في الحركة الوطنية الليبية، وكان عضوًا في جمعية الجامعة التي واجهت جمعية الاتحاد والترقي العثمانية.

## معركته ضد الإيطاليين
مع بدء الغزو الإيطالي لليبيا في سبتمبر 1911، اتخذ الخازمي موقفًا حاسمًا برفض الانسحاب، مخالفًا أوامر نشأت بك، وقاد بنفسه أول اشتباك مسلح ضد القوات الإيطالية ليلة 9 أكتوبر 1911 بمنطقة قرقارش قرب طرابلس.

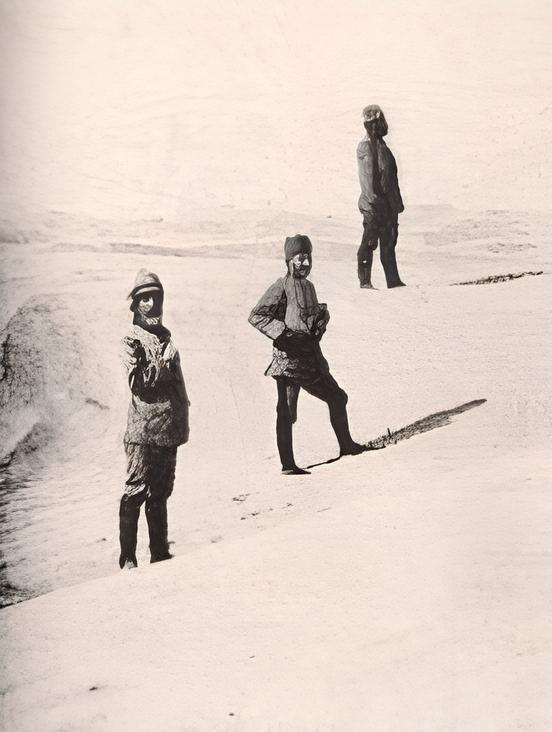
لنقيب محمد وصفي الخازمي (يسار الصورة) في إحدى مواقع المجاهدين بمنطقة عين زارة،طرابلس سنة 1912.

 وقد شارك أيضًا في معركة الهاني ومعركة سيدي المصري ومعركة سيوة، حيث قاد قوات المجاهد أحمد الشريف السنوسي في مصر، وتمكن من احتلال واحة سيوة في نوفمبر 1915.

## وفاته
بعد معارك متعددة في برقة ومصر، هاجر إلى الإسكندرية سنة 1923، حيث توفي عام 1924 بعد معاناة مع المرض.